# Hospitality (album)
Pour les articles homonymes, voir Hospitality.
Albums de Venetian Snares
Cavalcade of Glee and Dadaist Happy Hardcore Pom Poms
(2006) Pink + Green
(2007)
Hospitality est un album studio, ou mini-album, axé breakcore, commercialisé le 3 octobre 2006, composé par le producteur canadien Venetian Snares. L'album contient six titres dans lesquels Aaron Funk redéfinit la sonorité orchestrale du breakcore qu'il a présenté dans son album Rossz Csillag Alatt Született. Il succède à Cavalcade of Glee and Dadaist Happy Hardcore Pom Poms.
L'album est généralement bien accueilli par l'ensemble de la presse spécialisée, et est comme pour Rossz Csillag Alatt Született, le plus accessible au catalogue musical de Venetian Snares,.

## Liste des titres
1. Frictional Nevada  – 5:17
2. Beverly's Potatoe Orchestra  – 3:03
3. Shoot Myself  – 3:51
4. Duffy – 6:14
5. Cabbage – 2:51
6. Hospitality – 3:53